# Parafia Zwiastowania Najświętszej Maryi Panny w Ojrzanowie
Parafia pw. Zwiastowania Najświętszej Maryi Panny w Ojrzanowie – parafia rzymskokatolicka należąca do dekanatu tarczyńskiego, archidiecezji warszawskiej, metropolii warszawskiej Kościoła katolickiego. Siedziba parafii mieści się w Żelechowie. Obsługiwana przez księży archidiecezjalnych.

## Historia
Parafia została erygowana w 1473. 

### Kościół parafialny
Obecny kościół parafialny pochodzi z XVI wieku, wybudowany w stylu późnogotyckim.

### Kaplica filalna
Parafia posiada kaplicę filialną w Józefinie.
We wnętrzu płyta z nagrobka rycerza Stanisława Barziego (1529–1571) herbu Korczak, ok. 1575, autorstwo warsztatu Santi Gucci z Pińczowa